# 이해선 (1965년)
이해선(李海善, 1965년 1월 29일 ~ )은 대한민국의 제12대 충청남도의원이다.

## 학력
- 송산국민학교 50회 졸업
- 호서중학교 9회 졸업
- 1980 고졸학력 검정고시 합격
- 동국대학교 경찰행정학과 졸업

## 경력
- 총무처 및 충청남도 7급 행정직 합격
- 27년 4개월 당진시(군)청 근무
- 당진시 경제환경국장
- 당진시 의회사무국장
- 당진시 송악읍장
- 당진시 기획예산담당관
- 당진시 자치행정과장
- 당진시 안전행정과장
- 당진시 문화체육과장
- 당진시 항만수산과장
- 국민의힘 충청남도당 부위원장
- 국민의힘 충청남도당 당진시 당협위원회 수석부위원장
- 충청남도 정책경제 특별보좌관
- 2025.04 ~ 제11대 충청남도의회 의원
- 2025.04 ~ 제11대 충청남도의회 후반기 건설소방위원회 위원

## 역대 선거 결과
| 실시년도 | 선거       | 대수 | 직책   | 선거구                | 정당     | 득표수  | 득표율          | 순위 | 당락 | 비고           |
| -------- | ---------- | ---- | ------ | --------------------- | -------- | ------- | --------------- | ---- | ---- | -------------- |
| 2025년   | 4·2 재보선 | 12대 | 도의원 | 충남 당진시 제2선거구 | 국민의힘 | 6,148표 | \| \| 47.79% \| | 1위  |      | 초선, 민선 8기 |
|          | 47.79%     |      |        |                       |          |         |                 |      |      |                |